# Кромержиж (окръг)
Окръг Кромержиж (на чешки: Okres Kroměříž) е един от 4-те окръга на Злинския край на Чехия. Площта му е 795,67 km2, а населението му – 106 294 души (2016 г.). Административен център е град Кромержиж. Населените места в окръга са 79, от тях – 7 града и 1 място без право на самоуправление. Код по LAU-1 – CZ0721.

## География
Административната единица граничи с окръзите Всетин на североизток, а на югоизток – със Злин и Ухерске Храдище. Освен това граничи на юг с окръзите Ходонин и Вишков от Южноморавския край, а на северозапад и запад – съответно с Простейов и Пршеров от Оломоуцкия край.

## Градове и население
Данни за 2009 г.:
| Град                   | Население |
| ---------------------- | --------- |
| Кромержиж              | 29 495    |
| Холешов                | 12 099    |
| Бистршице под Хостинем | 8600      |
| Хулин                  | 7278      |
| Хропине                | 5185      |
| Морковице Слижани      | 2918      |
| Коричани               | 2896      |

На 1 януари 2007 г. община Белов, дотогава част от окръг Кромержиж, е прехвърлена административно към окръг Злин.

## Образование
По данни от 2003 г.:
| Вид училище                         | Брой училища |
| ----------------------------------- | ------------ |
| Детски градини                      | 68           |
| Начални училища                     | 42           |
| Гимназии                            | 3            |
| Средни училища и промишлени училища | 15           |
| Средни професионални училища        | 7            |
| Висши професионални училища         | 3            |

## Здравеопазване
По данни от 2003 г.:
| Лекари                                      | 351 |
| Болници                                     | 1   |
| Специализирани заведения за лечение и отдих | 3   |
| Зъболекари                                  | 57  |
| Аптеки                                      | 17  |

## Транспорт
През окръга преминава част от магистрала D1 и D55, както и първокласните пътища (пътища от клас I) I/47, I/50 и I/55. Пътища от клас II в окръга са II/150, II/367, II/428, II/429, II/432, II/433, II/435, II/436, II/437, II/438 и II/490.